# 薛綜
薛 綜（せつ そう）は、中国後漢末期から三国時代の呉にかけての政治家。字は敬文。豫州沛郡竹邑県（現在の安徽省宿州市埇橋区）の人。子は薛珝・薛瑩。孫は薛兼。戦国時代の斉・魏・秦の宰相を務めた孟嘗君（田文）の末裔とされる。

## 生涯
若い頃から弁舌に優れ、文章に巧みであった。戦乱を避けて一族の住む交州へ移住し、儒学者の劉熙に師事した。
建安15年（210年）、士燮が孫権に帰順した頃から孫権に仕え、五官中郎将となり、前後して合浦太守・交阯太守となった。延康元年（220年）、歩騭に代わり呂岱が交州刺史として赴任すると、呂岱に従い転戦し海を渡って九真郡まで同行した。その功績により、謁者僕射に任じられた。
呂岱が中央に戻る事になった時、薛綜は交州の事情を報告するため上疏し、後任者の用途に役立てた。この上疏文は正史に収録され、士燮・劉表・呉巨などの動向や士氏の滅亡、地元の民心の様子を記しており、後漢末期から三国時代初期の交州の様子を知る資料として貴重である。
黄龍3年（231年）、孫慮に招かれ長史に任命された。薛綜は書物を与えられ、自由に学問をする事ができたという。嘉禾元年（232年）、孫慮が亡くなると中央に戻り、賊曹尚書・尚書僕射となった。公孫淵の態度に激怒した孫権は遼東遠征を計画したが、薛綜がこれを諌めたため遠征を中止した。
ある時、孫権が薛綜にこれまでとは全く新しい祝詞を短期間で作成するよう命令したが、薛綜は何とかこれを果たした。さらに孫権が三篇一組とするため、さらに二篇の祝詞を作成するよう命令したが、薛綜はこれもやり遂げた。三篇とも立派な出来であり、称賛されたと言う。
赤烏3年（240年）に選曹尚書となった。一時は固辞し顧譚を推挙したという。赤烏5年（242年）には太子少傅も加えられ、皇太子の孫和の補佐役を任された。『呉書』によると、孫権は固辞する薛綜に対し、紫綬と嚢袋を与える事を願い出たという。翌年の春に死去した。
数万言の詩・賦・議論を残しており、『私載』としてまとめられた。他に『五宗図述』を著し、また後漢の張衡の「二京の賦」に対する注釈である「二京解」は、『文選』の李善注に取り入れられ、現在に伝わっている。
陳寿は薛綜を「深い学識を有して主君に対する適切な諫言を行ない、呉における有能な臣下になった」と評価している。
小説『三国志演義』では、孫権が呉の国主になったときに配下となった武将の一人として名があがる。赤壁の戦いの場面において曹操への降伏を主張する家臣の一人として登場する。諸葛亮に論戦を挑むが喝破されている。

## 逸話
あるとき蜀漢の使者の張奉が、孫権の御前で闞沢の姓名を分解し、意地悪い解釈をつけて笑いものにしたのに対し、闞沢はやり返すことができなかった。この時、薛綜はみずから酒を酌してまわり、酒を勧めるついでに「蜀とは何でありましょう。犬（犭へん）がいると獨（独りという字）になり、犬がいないと蜀となりますな。よく見ると目を横につけて（罒）身をかがめ（勹）、腹には虫が入っております」といった。張奉が「呉という字についても分解し解釈してみてくれないか」と尋ねると、薛綜は即座に「口がなければ天となり、口があると呉になります。万邦に君臨しており、天子の都なのです」と答えた。これを聞いて孫権や群臣が喜びさんざめいたが、張奉は返す言葉もなかった。彼の言葉と行ないの敏捷さは、皆この時の逸話のようであったという。
『江表伝』では、話の内容と人物が代わっている。蜀の費禕が呉を公式訪問し御前で謁見した時、公卿や侍臣たちもその場にいた。酒が出されて宴も盛り上がってきた頃、費禕は諸葛恪を相手にし互いに悪口の言い合いをしていたが、話題が呉と蜀の優劣の話になった。費禕が「蜀の字はいかなる意味か」と尋ねると、薛綜は「水があれば濁り、水がないのが蜀である。目を横にし（罒）身をかがめ（勹）、腹には虫が入っておる」と答えた。さらに費禕が「呉という字はどういう意味か」と尋ねると、薛綜は「口がなければ天で、口があれば呉である。下々は青海原に臨んでおり、まさに天子の帝都です」と述べたとある。

## 家系図
|  |  |      |      |      |      |      |      |  |  |      |      |      |      |      |      |  |  |      |      |      |      |      |      |  |  |      |      |      |      |      |      |
|  |  | 薛綜 | 薛綜 | 薛綜 | 薛綜 | 薛綜 | 薛綜 |  |  | 薛珝 | 薛珝 | 薛珝 | 薛珝 | 薛珝 | 薛珝 |  |  |      |      |      |      |      |      |  |  |      |      |      |      |      |      |
|  |  | 薛綜 | 薛綜 | 薛綜 | 薛綜 | 薛綜 | 薛綜 |  |  | 薛珝 | 薛珝 | 薛珝 | 薛珝 | 薛珝 | 薛珝 |  |  |      |      |      |      |      |      |  |  |      |      |      |      |      |      |
|  |  |      |      |      |      |      |      |  |  |      |      |      |      |      |      |  |  |      |      |      |      |      |      |  |  |      |      |      |      |      |      |
|  |  |      |      |      |      |      |      |  |  | 薛瑩 | 薛瑩 | 薛瑩 | 薛瑩 | 薛瑩 | 薛瑩 |  |  | 薛兼 | 薛兼 | 薛兼 | 薛兼 | 薛兼 | 薛兼 |  |  | 薛顒 | 薛顒 | 薛顒 | 薛顒 | 薛顒 | 薛顒 |
|  |  |      |      |      |      |      |      |  |  | 薛瑩 | 薛瑩 | 薛瑩 | 薛瑩 | 薛瑩 | 薛瑩 |  |  | 薛兼 | 薛兼 | 薛兼 | 薛兼 | 薛兼 | 薛兼 |  |  | 薛顒 | 薛顒 | 薛顒 | 薛顒 | 薛顒 | 薛顒 |
|  |  |      |      |      |      |      |      |  |  |      |      |      |      |      |      |  |  |      |      |      |      |      |      |  |  |      |      |      |      |      |      |

## 伝記資料
- 『三国志』「呉志」薛綜伝